# 戈爾戈恰
49°11′22″N 25°9′10″E / 49.18944°N 25.15278°E
戈爾戈恰（烏克蘭語：Голгоча），是烏克蘭的村落，位於該國西部捷爾諾波爾州，由捷尔诺波尔区負責管轄，始建於1445年，面積40.5平方公里，海拔高度304米，2001年人口2,500，人口密度每平方公里52.9人。